# Transfusió de sang

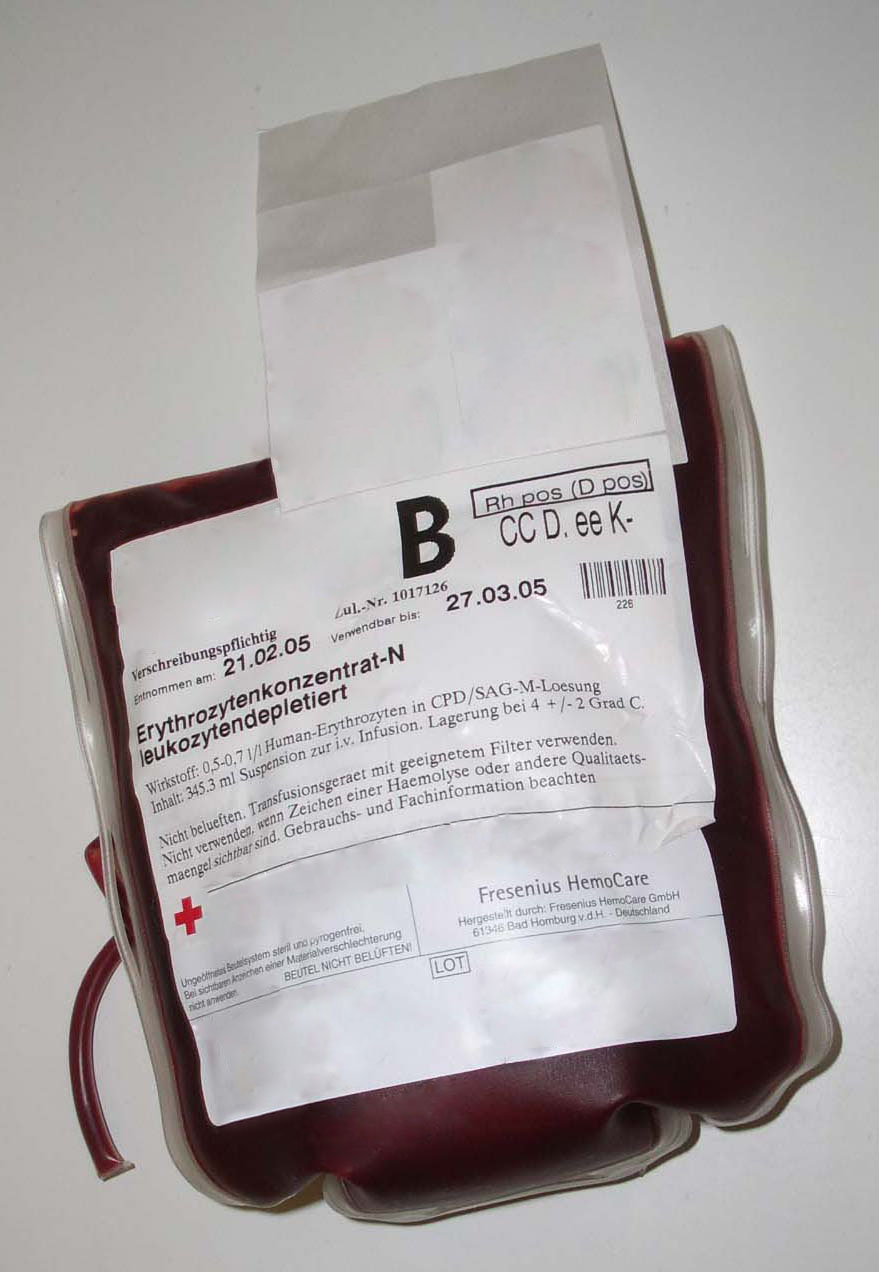
Concentrat d'eritròcits.

La transfusió de sang és el procés de transferir sang o productes derivats de la sang, des d'una persona al sistema circulatori d'una altra persona. Les transfusions de sang poden salvar la vida del pacient en diverses situacions crítiques, com poden ser el xoc hipovolèmic resultant de l'hemorràgia massiva causada per un traumatisme o reemplaçar la sang perduda durant una intervenció quirúrgica. També en casos d'anèmia palúdica greu, d'anèmia de Diamond-Blackfan, d'anèmia aplàstica adquirida, d'anèmia fetal per malaltia mitocondrial, de malaltia de Glanzmann, de síndrome de Bernard-Soulier, de telangièctasi hemorràgica hereditària, d'hemorràgia digestiva alta o baixa important, d'afibrinogenèmia congènita, de leucèmia limfoide aguda infantil i de trombocitopènia es fan servir les transfusions. Els individus que pateixen hemofília, beta-talassèmia o crisis d'anèmia de cèl·lules falciformes poden necessitar transfusions freqüents de sang i/o dels seus derivats. Les primeres transfusions eren de sang completa, però en la moderna pràctica mèdica normalment es fan amb els components de la sang (hematies, plaquetes, plasma, albúmina, fibrinogen i altres factors de coagulació, granulòcits) que millor convinguin a les prioritats clíniques del cas.

## Història

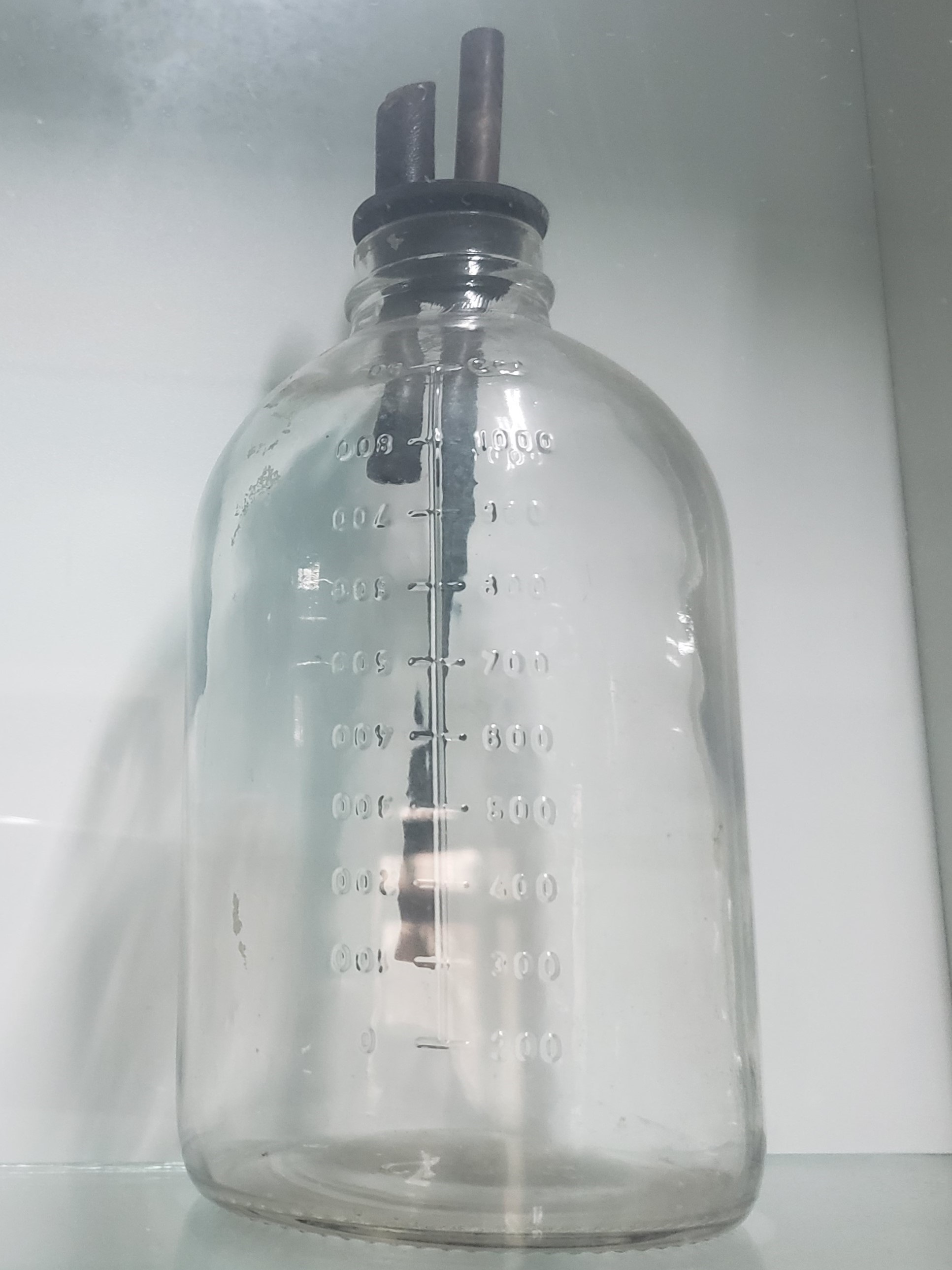
Vidre utilitzat en el mètode antic de transfusió de sang.

La primera transfusió de sang documentada va ser administrada pel doctor Jean-Baptiste Denys, qui el 15 de juny de 1667 va descriure el cas d'un malalt de sífilis que morí després d'haver rebut tres transfusions de sang de xai. Tingué el mateix final la primera transfusió de sang humana, feta pel metge londinenc James Blundell l'any 1818 per tractar una hematèmesi.
Durant la primera dècada del segle XX es van identificar els diferents tipus de sang i que la incompatibilitat entre la sang del donador i del receptor podia causar la mort. Karl Landsteiner va descobrir que les persones tenien diferent tipus de sang i que les transfusions no eren compatibles entre persones de diferent tipus. El 1901 va descriure el sistema de AB0 i en 1940 el factor Rh. Ludwik Hirszfeld va demostrar l'existència dels subgrups A1 i A2 del grup sanguini A, posant també de manifest per primera vegada en un estudi a gran escala publicat en la revista The Lancet l'any 1919, que la freqüència dels grups sanguinis difereix entre les poblacions humanes.

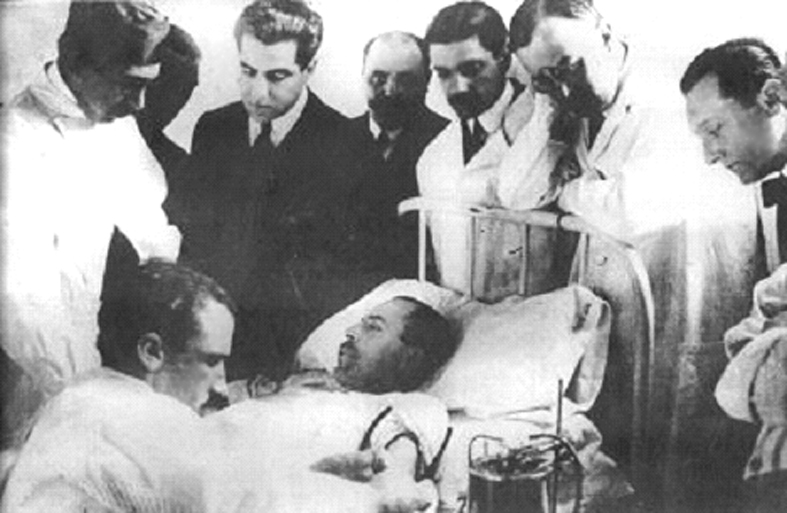
Luis Agote (2n des de la dreta) supervisant una de les primeres transfusions efectives i segures en 1914.

El mètode de conservació de sang humana per al seu ús diferit en transfusions, mitjançant l'addició de citrat de sodi, va ser desenvolupat pel metge argentí Luis Agote en 1914.

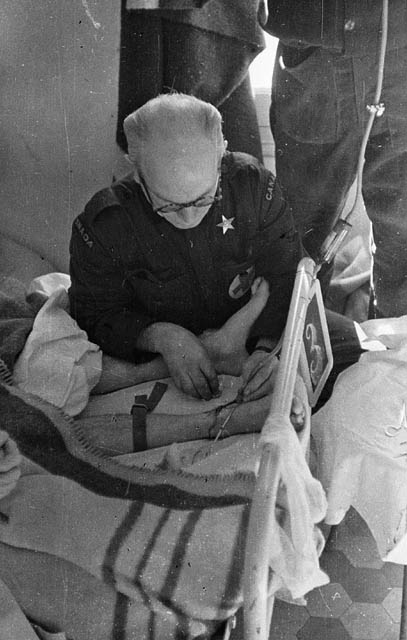
El doctor Norman Bethune, pioner en l'ús d'unitats mòbils de transfusió sanguínia, fent una transfusió durant la Guerra Civil Espanyola.

El metge Frederic Duran i Jordà, juntament amb Manuel Miserachs i Rigalt, va organitzar durant la Guerra Civil Espanyola un banc de sang a Barcelona amb un servei de transfusions a distància. El metge canadenc Norman Bethune va desenvolupar el primer servei mòbil de transfusions de sang que arribava fins al front de batalla.

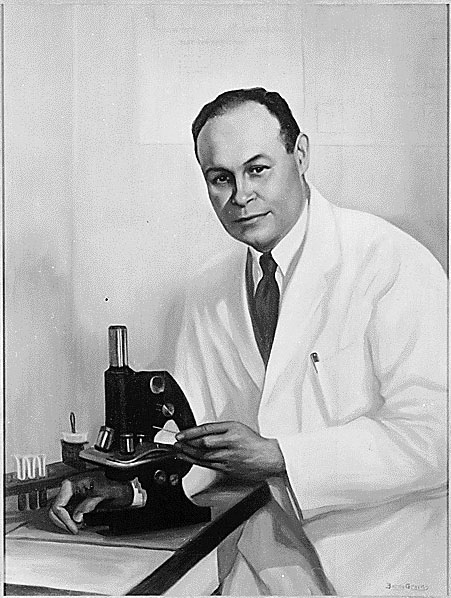
Charles Drew

Des de 1941, quan els Estats Units van entrar en la Segona Guerra Mundial, es van llançar programes de recerca per a millorar la conservació de la sang i facilitar-ne el transport per a curar els soldats ferits. La investigació del metge nord-americà Charles Richard Drew va portar al descobriment que la sang podia ser separada en plasma sanguini i cèl·lules vermelles, i que el plasma podia ser congelat separadament. La sang emmagatzemada d'aquest manera durava més temps i era menys propensa a contaminar-se. Les primeres investigacions sobre la liofilització del plasma es remunten a la dècada de 1930, però aquest mètode de conservació plasmàtica no va ser emprat de manera generalitzada pels EUA i el Regne Unit fins ben entrada la guerra. L'any 1943, els britànics van desenvolupar la solució de citrat disòdic-glucosa, la qual augmentava la vida mitjana de les hematies fins als 21 dies.
El 1950 es va descobrir el grup Duffy, el qual rep el nom d'un pacient amb hemofília sotmès a múltiples transfusions de sang i primer productor conegut d'anti-Fy. L'antigen Fy és una glicoproteïna eritrocitària de superfície que actua com a mediador clau per l'accés del paràsit Plasmodium vivax a l'interior de les hematies. Els anticossos contra aquesta proteïna estan implicats en algunes reaccions adverses transfusionals i també en certs casos d'hemòlisi neonatal.
El sistema antigènic sanguini MNS es va identificar uns anys més tard i té una importància clínicament significativa en medicina transfusional, ja que genera anticossos IgM, un fet que comporta el risc de una potencial reacció hemolítica posterior a la transfusió.

## Donació de sang
Es fa principalment per part de voluntaris o familiars dels pacients. Sovint es controlen en un centre especialitzat (banc de sang).
La sang s'extreu amb una punció al braç i és tractada per a impedir-ne la coagulació, i després se separa en els seus components principals, plasma, plaquetes i eritròcits (glòbuls vermells). La sang dels donants que compleixen els requisits determinats per la normativa sanitària corresponent és posteriorment analitzada, passant un control exhaustiu i costós que inclou nombroses determinacions per detectar els principals virus que pot contenir la sang, com ara: proves per a la detecció d'anticossos irregulars, proves de serologia infecciosa, proves per mesurar el nivell de transaminases i probes de biologia molecular per identificar àcids nucleics. Avui dia, hi ha estudis bioquímics que tenen com a objectiu la conversió enzimàtica de la sang obtinguda de donants amb tipus sanguini A o B en sang de tipus O.

## Compatibilitat del sistema ABO i Rh per a la transfusió de glòbuls vermells (eritròcits)
Aquest gràfic mostra possibles coincidències en transfusió de sang entre donant i receptor mitjançant el sistema ABO i Rh.
|          |     | Donant |    |    |    |    |    |     |     |
|          |     | O-     | O+ | B- | B+ | A- | A+ | AB- | AB+ |
| Receptor | AB+ |        |    |    |    |    |    |     |     |
| Receptor | AB- |        |    |    |    |    |    |     |     |
| Receptor | A+  |        |    |    |    |    |    |     |     |
| Receptor | A-  |        |    |    |    |    |    |     |     |
| Receptor | B+  |        |    |    |    |    |    |     |     |
| Receptor | B-  |        |    |    |    |    |    |     |     |
| Receptor | O+  |        |    |    |    |    |    |     |     |
| Receptor | O-  |        |    |    |    |    |    |     |     |

## Crítiques
Una part de les crítiques tenen a veure amb el negoci que n'hi ha al voltant, fet que afavoreix les campanyes de demanda de donadors. A Espanya, per exemple, la Creu Roja rep diners d'algunes comunitats autònomes per cada bossa de sang donada. Aquestes donacions s'envien al banc de sang de cada comunitat que se n'encarrega de la seva conservació i distribució. D'aquests bancs de sang, bona part n'és enviada a Grifols per a ser tractada i comercialitzada per a tractaments específics que els genera molts guanys. Només una petita part de la sang es fa servir en hospitals. En altres països del món les donacions de sang mouen un negoci milionari que ha generat molta polèmica.
Per altra banda, tot i els controls en laboratori que es fan per a garantir que la sang no tingui virus ni bacteris, el període finestra fa impossible assegurar que tota la sang sigui neta. L'any 2015, a Espanya el preu unitari d'una transfusió d'hematies era de 371,05 euros, mentre que el cost total de les reaccions adverses d'origen transfusional va ser de 6.134.443 euros. El 2022, l'Organització Mundial de la Salut (OMS) va revelar que un 40 per cent dels cent divuit milions i mig de donacions de sang fetes a tot el món es recullen en països desenvolupats amb ingresos alts, on viu el 16 per cent de la població mundial. El 2010, l'OMS va reconèixer que les transfusions de sang al·logènica (d'una altra persona) són un recurs limitat, car i no exempt de riscs i efectes adversos, raó per la qual va instar a les autoritats sanitàries de tots els països que adoptessin de forma generalitzada els programes de "Patient Blood Management" (PBM), gestió de la sang del propi pacient. A més, la cirurgia sense sang cada vegada té més adeptes i molts hospitals públics i privats la recomanen mitjançant departaments específics d'aquesta especialitat de la medicina moderna. Les raons són l'ús de noves tècniques hemostàtiques, un millor resultat de les intervencions quirúrgiques de tota mena i un bon període postoperatori, fins i tot de les més complexes com les cardíaques i les hepàtiques. El marc de acció 2020-2023 de l'OMS pels productes sanguinis proposa fer un esforç mundial en la implementació i millora dels programes que regulen la donació de sang i l'accés universal a transfusions de sang i components hemàtics de qualitat, així com als medicaments derivats del plasma.